# Aletschhorn
Aletschhorn (4192 m n. m.) je hora v Bernských Alpách. Leží na území Švýcarska v kantonu Valais. Jedná se o druhý nejvyšší štít Bernských Alp. Nachází se v oblasti Jungfrau-Aletsch-Bietschhorn, která byla v roce 2001 zapsána na seznam světového dědictví UNESCO. Aletschhorn leží přibližně 10 km jižně od Eigeru. Na vrchol lze vystoupit od Konkordiahütte (2850 m n. m.), Hollandiahütte (3235 m n. m.), Oberaletschhütte (2640 m n. m.), Mittelaletschbiwak (3013 m n. m.) a Mönchsjochhütte (3650 m n. m.). Horu obklopují ledovce Aletschgletscher na severu, Oberaletschgletscher na jihozápadě a Mittelaletschgletscher na jihu.
Na vrchol jako první vystoupili 18. června 1859 Johann Joseph Bennen, Peter Bohren, Victor Tairraz a Francis Fox Tuckett.